# Новопетрівка (село, Сумський район)
Новопетрі́вка — село в Україні, у  Білопільській міській громаді Сумського району Сумської області. Населення становить 204 особи. До 2020 року орган місцевого самоврядування — Куянівська сільська рада.

## Географія
Село Новопетрівка розташоване за 60 км від обласного центру та 20 км від адміністративного центру Білопільської міської громади, біля витоків річки Куянівка, нижче за течією на відстані 1 км розташоване село Куянівка. Поруч пролягає автошлях територіального значення Т 1917.

## Історія
Село постраждало внаслідок геноциду українського народу, проведеного урядом СССР 1923–1933 та 1946–1947 роках[джерело?].
12 червня 2020 року, відповідно до розпорядження Кабінету Міністрів України № 723-р «Про визначення адміністративних центрів та затвердження територій територіальних громад Сумської області», Куянівська сільська рада об'єднана з Білопільською міською громадою.
19 липня 2020 року, в результаті адміністративно-територіальної реформи та ліквідації Білопільського району, село увійшло до складу новоутвореного Сумського району.

## Економіка
- Молочно-товарна ферма.